# Paddy Roy Bates
Paddy Roy Bates (Londen, 29 augustus 1921 – Leigh-on-Sea, 9 oktober 2012) was de zelfbenoemde prins van Sealand, een klein niet erkend staatje in Europa (550 m²). In 1967 verklaarde hij zijn voormalig offshore militair fort, dat buiten de territoriale wateren ligt, onafhankelijk.
Voordat Bates zichzelf tot prins uitriep, was hij majoor in het Britse Leger, daarna was hij visser en radiopiraat. Hij nam Knock John Tower in dienst toen hij 1965 Radio City overnam en de medewerkers naar huis stuurde. Hij hernoemde het station eerst naar Radio Essex om het in oktober 1966 om te dopen naar Britain's Better Music Station (BBMS). Een paar maanden later moest hij op last van de Britse regering stoppen met de uitzendingen. Daarna nam hij het platform Roughs Tower in. Dit was eigenlijk geclaimd door Jack Moore en zijn dochter voor Ronan O'Rahilly van Radio Caroline. Het kwam tot een kleine schermutseling tussen de door O'Rahilly gestuurde mannen en Bates, met de laatste als winnaar, die stand wist te houden door onder meer kleine bommen af te vuren naar de boot waarin de mannen van O'Rahilly zich bevonden.
Het door hem geplande radiostation kwam er nooit maar hij besloot wel op het eiland te blijven, samen met zijn vrouw. Hij verklaarde het platform onafhankelijk in september 1967. Bates en zijn vrouw leefden maar af en toe op het platform. Hun zoon Michael, die wegens de actie van zijn vader werd ontslagen bij het Britse leger, leeft permanent op Sealand.